# إذاعة القاهرة الكبرى
إذاعة القاهرة الكبرى هي إحدى الإذاعات التابعة لشبكة الإذاعات الإقليمية التابعة للإذاعة المصرية، وتضم عدة إذاعات محلية وإقليمية تبث من عدة محافظات مصرية مثل إذاعة الإسكندرية (وهي أقدم المحطات الإذاعية) وإذاعة مطروح وإذاعة وسط الدلتا (طنطا) والتردد الخاص بها هو 102.2 إف إم. وعلى النايل سات 11765 أفقي.
تم إنشاء إذاعة القاهرة الكبرى في الأول من أبريل عام 1981 ويقع مقرها في 4 ش الشريفين مقر الإذاعة القديمة وبجوار البورصة المصرية. وتحتل إذاعة القاهرة الكبرى الدورين الرابع والسادس في المبنى العريق الذي يحمل عبق الماضي الجميل. ورغم التجديدات التي أدخلت على المبنى واستوديوهاته، إلا أن الإذاعة تحتفظ ببعض التراث كاستديو الدراما، وفي هذا المبنى ألقى محمد أنور السادات بيان الثورة و غنّت أم كلثوم ومحمد عبد الوهاب وعبد الحليم حافظ وأنتجت فيه أحلى البرامج والمسلسلات والسهرات الدرامية.
وإذاعة القاهرة الكبرى إذاعة إقليمية تهتم بإقليم القاهرة الكبرى (القاهرة / الجيزة / القليوبية) من حيث مفهوم التنمية بشكل واسع في جميع مجالاتها، بدءا بتنمية المواطن (المستمع) ولهذا فهي تتواصل دوما مع مستمعيها للتعرف على مشكلاتهم واحتياجاتهم وآرائهم لتبني جسر تواصل بينهم وبين المسئولين التنفيذيين والشعبيين في المحافظات المشار إليها (وهذه بالمناسبة رسالة كل إذاعة إقليمية من الإذاعات العشر التي تضمها شبكة الإذاعات الإقليمية)
وأدوات التواصل: تليفونات 23921437 / 23923711
أو عن طريق البريد: 4 ش الشريفين إذاعة القاهرة الكبرى
وتقدم القاهرة الكبرى ثلاث فترات مفتوحة على الهواء مباشرة يوميا (ما عدا الجمعة فترتان فقط) لتحقيق هذا التواصل.. الأولى من الثانية عشرة ظهرا حتى الواحدة، والثانية من الخامسة مساء حتى السابعة (وهي الفترة الرئيسية) والثالثة من الثانية عشرة والنصف بعد منتصف الليل وحتى الثانية صباحا.
وفي هذه الفترات تتم استضافة العديد من المسئولين والشعبيين والمتخصصين في مجالات مختلفة: طبية / ثقافية / علمية... إلخ
ومن أهم أنشطة إذاعة القاهرة الكبرى أيضا، وفي إطار تقديم الخدمة... تقوم بتنظيم قوافل تنموية شاملة لعدد من المناطق الفقيرة في الإقليم، وتضم هذه القوافل الخدمات الطبية وتقديم العلاج المجاني، وخدمات محو الأمية، وخدمات التدريب والتوعية وكذلك بعض خدمات الملبس والغذاء والتشجير.... وفي سبيل هذا تتعاون القاهرة الكبرى مع عدد من شركاء التنمية في المجتمع المدني ومع أجهزة الحكم المحلي، وكذلك بعض رجال الأعمال من محبي عمل الخير.
وقد نظّمت القاهرة الكبرى في عام 2010 (حتى نهاية شهر مايو) خمس قوافل في مناطق ميت عقبة بالجيزة وشبرا الخيمة بالقليوبية والمعصرة بحلوان ومنطقتين أخريين بالقاهرة والجيزة... وتهدف الإذاعة لتنظيم قافلة واحدة على الأقل شهريا.
ومن أبرز مميزات إذاعة القاهرة الكبرى: تفاعلها الفوري مع الأحداث، فيمكنها بكل سهولة أن تقطع برنامجها اليومي لتقديم حدث مهم أو تغطية فعاليات مؤتمر أو ندوة أو زيارة.
اعتبارا من ديسمبر 2013.. دخل راديو القاهرة الكبرى مرحلة جديدة عندما تولّى الإذاعي (ولاء عسكر) مسئولية الإدارة.. حيث تم تفعيل فترات الهواء بشكل أكبر.. وتم استحداث هواء مفتوح باسم (القاهرة وناسها) يوميا في الفترة من 8 صباحا حتى الثانية ظهرا بطاقم تحرير من الشباب (منال رفاعي - جيهان عزام - أحمد نبيل - مي أمان - محمد زهران - هيثم الشربيني - فرج مجاهد - سيد محمد عبد الحليم - رانيا مصباح - منى عبد الوارث - هدى عبد الفتاح) والمخرجين (عاطف الشيخ - عبد العزيز عبد المجيد - همت مصطفى) وفيه يتم التواصل مع المستمع على الهواء مباشرة كما تتابع الأحداث أولا بأول.. ثم من الثانية إلى الرابعة ظهرا تم استحداث هواء (كل أقاليم مصر) حيث يقوم الزملاء في شبكة الإذاعات الإقليمية بتقديم رسائل على الهواء مباشرة على مدار ساعتين للأحداث التي تقع في المحافظات.. أما في الفترة من الرابعة والنصف وحتى الخامسة مساء.. فقد تم استحداث فترة هواء مدتها نصف ساعة تم إسنادها لمجموعة من الزملاء البرامجيين (السبت: ع البر مع فاطمة بر & الأحد: ساعة صفا مع ثناء عيد ونهلة متولي & الاثنين: ساعة كاجوال مع عمرو سليمان ورانية بسيوني وأيضاً 50 دقيقة هندي مع صبري هندي & الثلاثاء: على مقهى الحياة مع منى عبد المحسن & الأربعاء: رانية ع الفيس بوك مع رانية بسيوني & الخميس: مع ابتهال ع الهوا مع ابتهال حمدي & الجمعة: كلام ف المليان مع صديقة الصفتي)
(حرر هذا الجزء: تامر عثمان.. رئيس قسم المذيعين بإذاعة القاهرة الكبرى). وتم مؤخرا مد الفترة المسائية من نصف ساعة إلى خمسين دقيقة لتصبح من الرابعة إلى الخامسة بالإضافة لتقديم بعض البرامج على الهواء بدلاً من تقديمها مسجلة وذلك في الفترة من الحادية عشرة إلى الثانية عشرة مثال ذلك يوم الاثنين برنامج مع الشباب للزميلة رانيا بسيوني ومن السابعة مساء إلى الثامنة في بعض الأيام منها الجمعة مع الزميلة ابتهال حمدي .....لتزيد بصفة عامة نسبة الأداء المباشر والبث على الهواء عن البرامج المسجلة ولا يخفى ما في ذلك من فائدة لحيوية البث والآنية والسرعة في التناول (up date)خاصة ما يتناول الأخبار من برامج وكذا يتيح التفاعل بالنسبة للمستمع............(الإضافة تمت بواسطة: كبير مذيعين :حسن عابد
رئيس قسم برامج التنمية الاقتصادية
ومدرب إنتاج البرامج الإذاعية)